# Câu lạc bộ giải trí

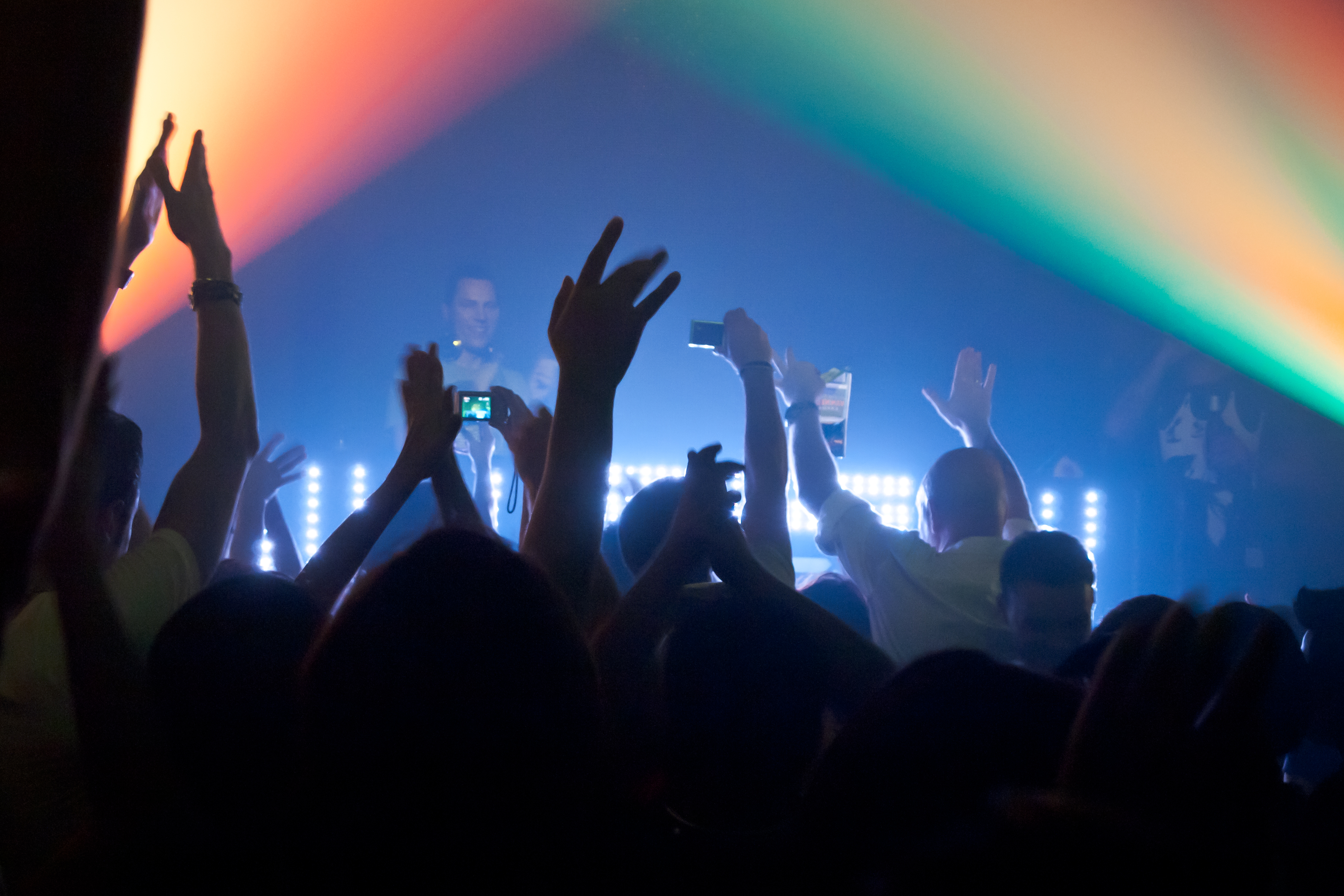
Bên trong một hộp đêm

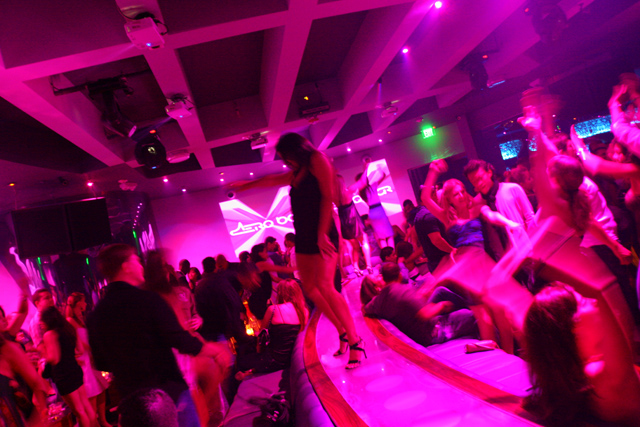
Một vũ công trong một hộp đêm

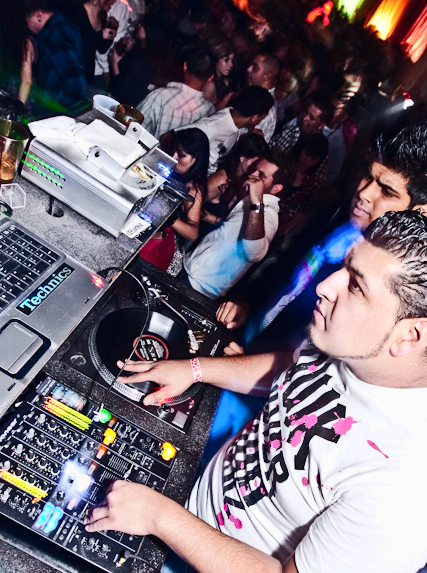
Một DJ chơi nhạc trong một câu lạc bộ

Câu lạc bộ giải trí hay câu lạc bộ đêm nightclub, club (còn được biết đến như một vũ trường, hộp đêm hoặc chỉ đơn giản là một câu lạc bộ hay sàn nhảy về đêm) là một địa điểm vui chơi giải trí mà thường hoạt động vào ban đêm và thường được phân biệt với các quán bar, quán rượu. bao gồm một sàn nhảy nơi mà những DJ tổ chức khiêu vũ, EDM, nhạc pop, nhạc sàn, ... Âm nhạc trong câu lạc bộ đêm được chơi với ban nhạc sống và sôi động.

## Đặc điểm
Hầu hết các hộp đêm vụ cho một số thể loại âm nhạc. Hộp đêm được phân biệt với vũ trường như là một địa điểm giải trí độc lập, riêng biệt và chuyên hoạt động về đêm. Trong khi các vũ trường không chỉ hoạt động về đêm, và các vũ trường có thể được bố trí trong các không gian khác như nhà hàng, khách sạn, quán bar như là một phần liên quan của các dịch vụ này...). Nó có thể được hiểu theo nghĩa rộng là những địa điểm giải trí hoạt động về đêm.
Trong hầu hết trường hợp, một người đi vào một câu lạc bộ đêm đòi hỏi một khoản phí. Tuy vậy bạn bè của người gác cổng hoặc chủ sở hữu câu lạc bộ có thể được ưu tiên vào cửa miễn phí. Hộp đêm thường là nơi lui tới của nhiều cầu thủ bóng đá, giới giải trí và đôi khi có nhiều tai tiếng, vụ bê bối, những bê tha trong các hoạt động giải trí, ăn chơi này nhất là những ngôi sao hay thích đập phá, nổi loạn và thậm chí là có những hoạt động thác loạn của giới giải trí trong đó.

## Vũ trường
Vũ trường hay sàn nhảy (tiếng Pháp: Discothèque; phát âm: [diskotɛk]) là một địa điểm vui chơi giải trí hoặc câu lạc bộ tụ tập sinh hoạt vui chơi (thường là vào ban đêm) của một hoặc một nhóm đối tượng với những đặc trưng nổi bật như âm nhạc ồn ào, có nhạc sống được biểu diễn bởi các ban nhạc sống chứ không phải là một ban nhạc trên sân khấu, ánh sáng mờ ảo, chớp nhoáng, nhiều màu và ở trong vũ trường có nhiều đối tượng nhảy múa, hoặc nhảy múa tập thể. Từ vũ trường có nguồn gốc từ tiếng Hy Lạp: vũ trường là theke, hoặc thèque. Vũ trường có thể là một địa điểm độc lập hoặc là một phần trong các hình thức khác như quán bar, khách sạn, nhà hàng... Nói chung vũ trường thường được xây dựng và cách âm với không gian bên ngoài để tránh những ồn ào khi về đêm, ảnh hưởng đến sinh hoạt chung của cộng đồng

### Đối tượng
Các vũ trường thường hoạt đồng về đêm, đó là thời điểm hẹn hò, họp mặt của nhiều đối tượng (chủ yếu là giới trẻ), bắt đầu cho một đêm ăn chơi, phung phí tiền bạc để thể hiện mình đồng thời vũ trường thường là những địa điểm vui chơi, giải trí phức tạp và nhạy cảm về an ninh trật tư, hoạt động ở đó dễ phát sinh những tệ nạn xã hội như mại dâm, ma túy, là nơi tội phạm về mua bán ma túy, hút chích, thuốc lắc thường xuyên hoạt động
Theo một số chuyên gia thì nguyên nhân khiến giới trẻ sa đà vào vũ trường "đốt tiền" xuất phát từ nhu cầu của từng nhóm, độ tuổi biểu hiện như: thích tụ tập, thích hào nhoáng, thích màu sắc nổi bật, thích hòa mình vào không gian để bộc lộ, thích hướng đến những thú vui thời thượng, thích biểu hiện cái mà người ta không mong muốn, đơn giản chỉ để được làm nổi, chú ý... rồi làm quen với bia rượu, thuốc lá và các chất kích thích khác... Đó là một cách khẳng định mình, giải tỏa nhu cầu tâm lý một cách lệch lạc cần phê phán.

## Một số hộp đêm nổi tiếng
Trên thế giới có nhiều hộp đêm có tiếng không chỉ vì những cơ ngơi đồ sộ, trang bị đắt tiền mà còn nổi tiếng bởi phong cách riêng, một số hộp đêm có thể kể đến là:

### TạiHoa Kỳ
- Hộp đêm Boom Boom Room ở New York: Nằm ở tầng trên cùng của khách sạn Standard tại thành phố New York, được khai trương vào tháng 9 năm 2009, là điểm đến ưa thích của nhiều người mẫu, ca sĩ và các minh tinh màn bạc. Để vào được nơi đây bạn cần phải là nhân vật tiếng tăm và còn phải đặt chỗ trước.
- Hộp đêm Juliet Supperclub, New York: Hộp đêm này ra đời vào tháng 10 năm 2009 với sự giúp đỡ của đầu bếp Todd English và nhà sáng lập hai câu lạc bộ hấp dẫn khác tại New York. Nơi đây nhanh chóng trở thành sân chơi của các tỷ phú châu Âu, những siêu mẫu.
- Hộp đêm LIV ở Miami: Nằm trong khách sạn Fontainebleau tại bãi biển Miami, LIV rộng 2.787 m2 và đầy trò tiêu khiển. Với nội thất tiện nghi và các loại đồ uống xa xỉ, LIV được cho là có doanh thu cao nhất trên toàn thế giới, không chỉ bởi nó đồ sộ mà còn nhờ những khách hàng chi tiền mạnh tay.
- Hộp đêm Wall ở Miami: Là một liên kết giữa các hộp đêm trong vùng, nằm trong top hàng đầu những câu lạc bộ huyền thoại trên thế giới.
- Hộp đêm Playhouse ở Los Angeles: Là điểm tụ tập hấp dẫn của các minh tinh màn bạc và đại gia. Câu lạc bộ này phục vụ hàng trăm chỗ ngồi với các góc khuất, giúp khách VIP có thể uống rượu riêng tư và làm bất cứ điều gì mình thích mà không ngại bị dòm ngó.

### Ở châu Âu

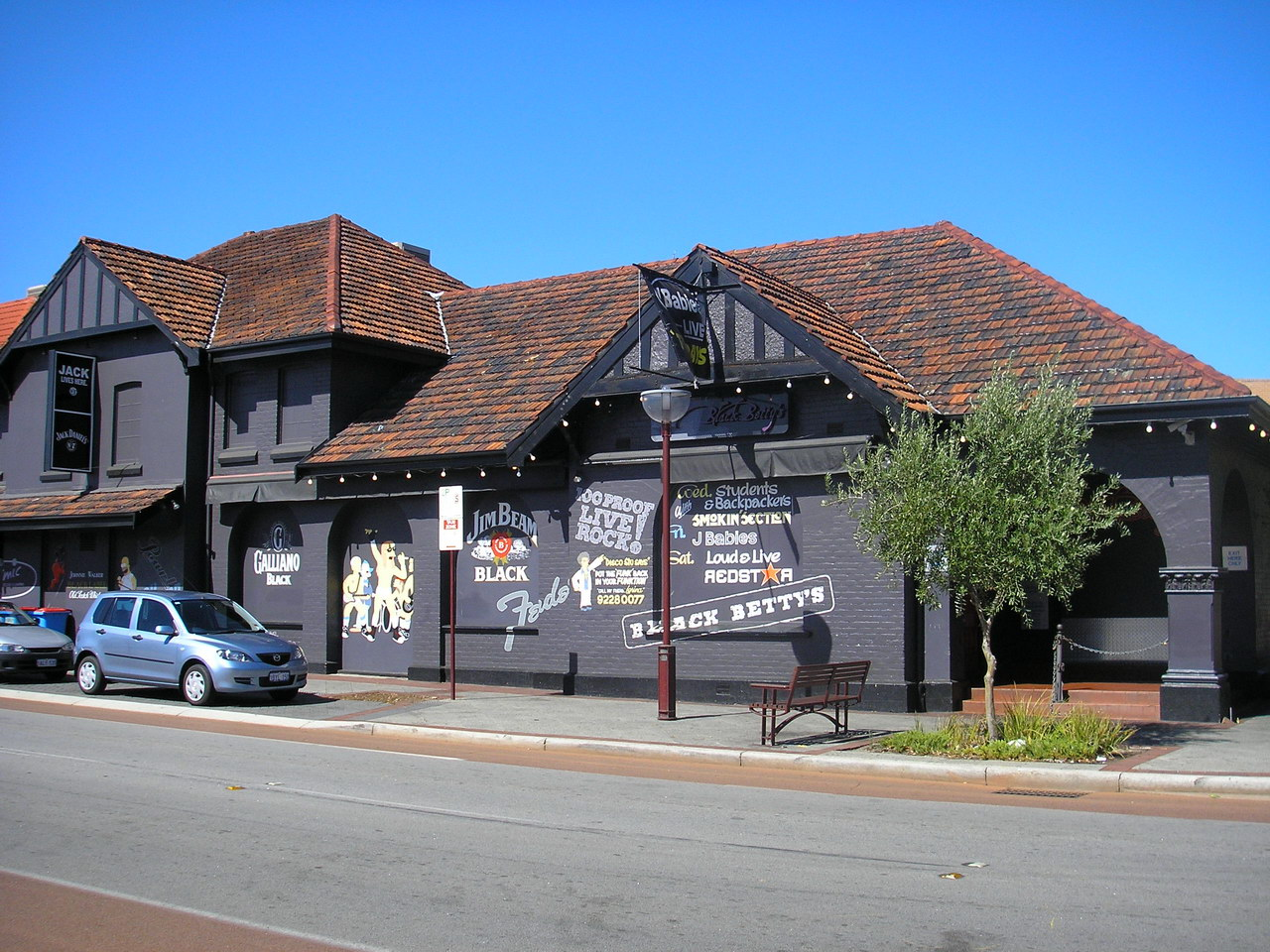
Bên ngoài một hộp đêm ở Anh

- Hộp đêm Merah ở Luân Đôn, Anh: Khai trương vào tháng 10/2009, Merah ra đời giúp Luân Đôn bước vào một kỷ nguyên mới của hộp đêm, từ dịch vụ đón đưa bằng limousine cho những khách hàng đặt chỗ trước và những nhân viên phục vụ hấp dẫn nhất thủ đô nước Anh.
- Hộp đêm Rex Club, ở Paris, Pháp: Là một địa điểm nổi tiếng tại thủ đô nước Pháp, Rex Club là hộp đêm đầu tiên tại Pháp chủ yếu chơi nhạc điện tử và techno. Điểm thu hút khiến câu lạc bộ luôn có số khách xếp hàng vào cửa dài chính là thứ âm nhạc chất lượng cao.
- Hộp đêm Collage ở Stockholm, Thụy Điển: Collage là thiên đường của tiệc tùng và ăn chơi xa xỉ trong 10 năm qua tại Stockholm. Nằm trên cùng của nhà hàng 5 sao ở trung tâm thành phố, câu lạc bộ có hai khu vực nơi DJ chơi các loại nhạc khác nhau. Điểm thú vị nhất của Collage là khu vườn ngoài trời và vào mùa hè, nơi này chật kín những con người sành điệu nhất Thụy Điển.
- Hộp đêm Razzmattazz, ở Barcelona, Tây Ban Nha: Nằm ở trung tâm của thành phố nổi tiếng châu Âu, là một câu lạc bộ khổng lồ với 5 không gian khác nhau chơi năm loại nhạc riêng biệt. Một bên có thể là một không gian sang trọng và cao cấp trong khi bên kia sôi động với những điệu nhảy và tiếng hò hét cuồng nhiệt.
- Hộp đêm Guzel ở Athens, Hy Lạp: Là một hộp đêm đồ sộ dành cho dân sành điệu với những chính sách sành điệu, vì thế chỉ những người "xinh đẹp" mới được phép tham dự các bữa tiệc sôi động các đêm cuối tuần.

### Ở Nhật Bản

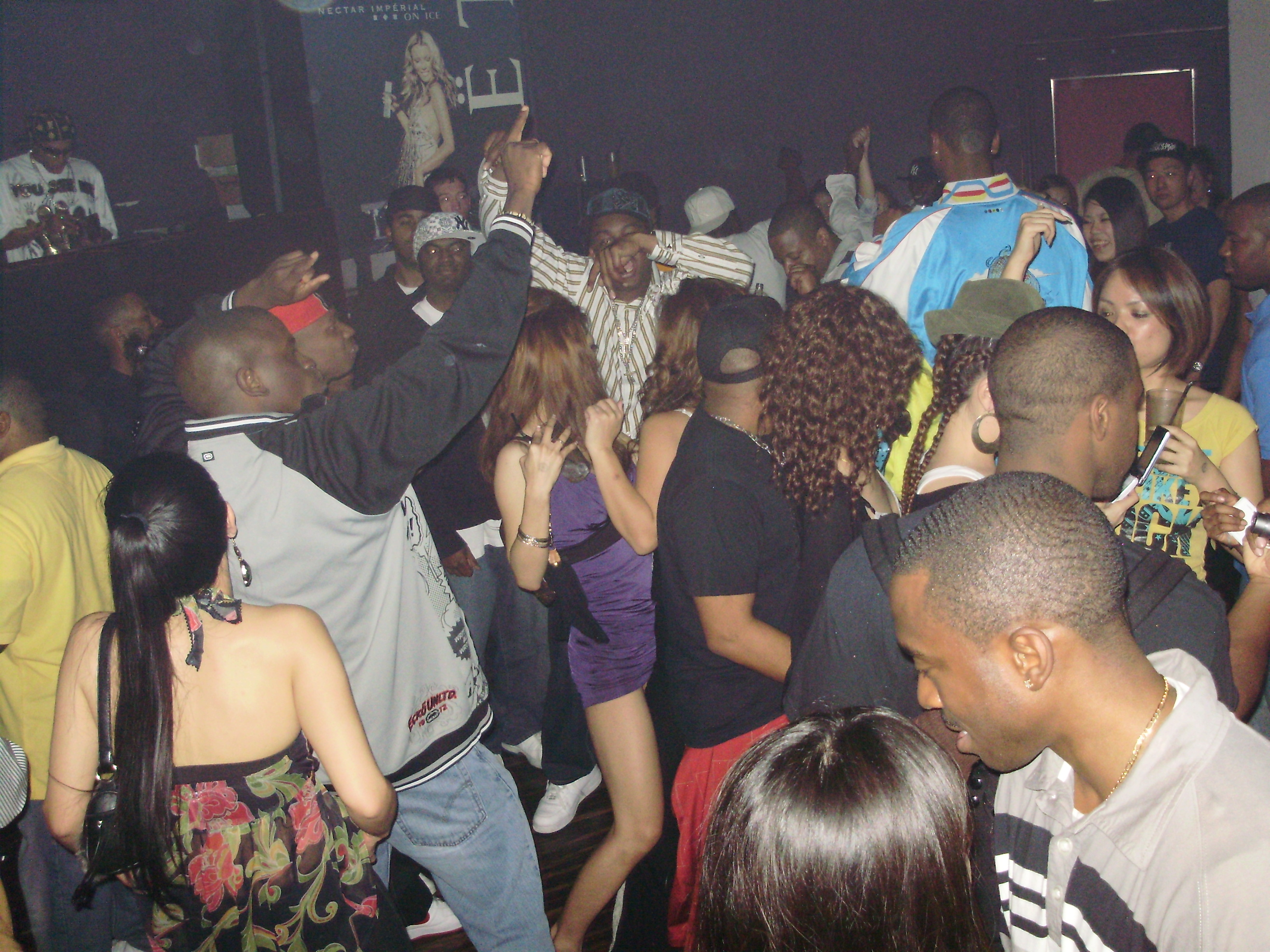
Cảnh trong một hộp đêm ở Nhật Bản

Ở Nhật Bản có những hộp đêm phóng túng đặc biệt ở Tokyo (ở khu Kabukicho của quận Shinjuku và Dongenzaka của quận Shibuya), nơi các cô gái độc thân hay có gia đình, các viên chức ăn lương đến để quan hệ tình dục theo nhóm, đó là nơi tổ chức những lễ hội tình dục thường niên. Hầu hết các hình thức này khá giống quán rượu, nơi mọi người tụ tập để ăn uống, tán gẫu và làm quen với nhau trước tiến đến quan hệ gần gũi.
Ngoài khoản phí thành viên ban đầu, các quán bar còn thu thập thông tin khách hàng và yêu cầu nhận diện hình ảnh khi tham gia. Sau đó, các thành viên còn phải trả phí vào cửa mỗi lần đến đây. Các cô nàng độc thân thường được vào cửa miễn phí, các đôi thì có thể mất phí 5.000-8.000 yên, còn các chàng độc thân thì thường phải chi 10.000-15.000 yên mỗi lần. Việc tham gia vào bất cứ một hoạt động tình dục nào ở đây đều hoàn toàn dựa trên sự tự nguyện. Nếu khách không hài lòng với giá cả và chất lượng của câu lạc bộ, họ sẽ thay đổi địa điểm.

### Ở Singapore
Hộp đêm Pangaea ở Singapore do một người Mỹ tên là Michael Ault xây dựng, được xem là hộp đêm sang trọng nhất thế giới. Hộp đêm này mở cửa đón khách vào ngày 22 tháng 9 năm 2011. Nó được xây dựng trong vòng 2 năm, có diện tích không gian là 557 m2. Du khách sẽ đi vào bên trong câu lạc bộ này qua một đường hầm dưới nước từ Marina Bay Sands - khu tổ hợp các trung tâm mua sắm, giải trí, casino, nhà hát, bảo tàng của Singapore. Nội thất của hộp đêm Pangaea có thiết kế hết sức đặc biệt, với các phụ kiện và thiết bị nội thất được làm bằng vật liệu hảo hạng như da ngựa vằn chính hãng, da cá sấu và da đà điểu. Hộp đêm này sẽ chỉ phục vụ những tầng lớp siêu giàu.

### Ở Việt Nam
Fox Beer Lounge là vũ trường lớn và nổi tiếng nhất Thành phố Hồ Chí Minh. Tuy chỉ là Beer lounge, nhưng hằng đêm Fox luôn sáng đèn sân khấu với sự xuất hiện của tất cả những DJ, ca sĩ hội chợ (ít khi có những ca sĩ hạng A biểu diễn) mà ngay cả những vũ công thoát y đều góp mặt với những vũ đạo hết sức phản cảm và khiêu dâm. Bên cạnh đó cũng xảy ra những tệ nạn xã hội như mại dâm, ma túy,... 